# NGC 2234
NGC 2234 – grupa gwiazd znajdująca się w gwiazdozbiorze Bliźniąt, prawdopodobnie gromada otwarta. Odkrył ją William Herschel 19 lutego 1784 roku. Źródła nie są zgodne co do rozmiaru i odległości do tej gromady. Według pracy A. L. Tadrossa z 2011 roku gromada znajduje się w odległości ok. 5274 lat świetlnych od Słońca oraz 32,8 tys. lat świetlnych od centrum Galaktyki, natomiast Catalog of Optically Visible Open Clusters and Candidates podaje, że jest położona w odległości aż 4800 parseków (15 656 lat świetlnych) od Słońca.